# Kąty Eulera
Kąty Eulera – układ trzech kątów, za pomocą których można jednoznacznie określić wzajemną orientację dwóch kartezjańskich układów współrzędnych o jednakowej skrętności w trójwymiarowej przestrzeni euklidesowej. Nazwa pochodzi od nazwiska szwajcarskiego matematyka Leonharda Eulera.

## Definicja formalna

Kąty Eulera dla prawoskrętnych układów współrzędnych

Definicja kątów Eulera opiera się na spostrzeżeniu, że dowolnie zorientowany układ współrzędnych {\displaystyle Ox'y'z'} można otrzymać z danego układu {\displaystyle Oxyz} przez złożenie trzech obrotów wokół osi układu. Istnieje kilka takich kombinacji obrotów; wybór konkretnej z nich jest kwestią konwencji.
(1) Załóżmy najpierw, że osie {\displaystyle z} i {\displaystyle z'} nie są równoległe, a zatem płaszczyzna {\displaystyle Ozz'} jest dobrze określona. Wówczas jedynym obrotem, który przekształca oś {\displaystyle z} na oś {\displaystyle z',} jest obrót o odpowiedni kąt wokół linii węzłów {\displaystyle w,} tj. prostej prostopadłej do płaszczyzny {\displaystyle Ozz'} w punkcie {\displaystyle O.} Linia węzłów, jako prostopadła do obu osi {\displaystyle z} i {\displaystyle z',} jest prostą, wzdłuż której przecinają się płaszczyzny {\displaystyle Oxy} i {\displaystyle Ox'y'.} Tak więc układ {\displaystyle Oxyz} można nałożyć na {\displaystyle Ox'y'z',} dokonując kolejno następujących trzech obrotów:
1. obrót wokół osi {\displaystyle z,} taki by oś {\displaystyle x} pokryła się z linią węzłów {\displaystyle w}
2. obrót wokół osi {\displaystyle x} {\displaystyle (=w),} taki by oś {\displaystyle z} pokryła się z osią {\displaystyle z'}
3. obrót wokół osi {\displaystyle z} {\displaystyle (=z'),} taki by oś {\displaystyle x} pokryła się z osią {\displaystyle x'} (wtedy też oś {\displaystyle y} pokryje się z osią {\displaystyle y'}).

Zauważmy, że powyższe warunki wyznaczają dwie różne sekwencje obrotów, gdyż w kroku 1. istnieją dwa obroty (o kąty różniące się o {\displaystyle \pi }) prowadzące do ustawienia osi {\displaystyle x} wzdłuż linii węzłów w, lecz nadające jej przeciwne zwroty. Wybieramy zwrot zgodny ze zwrotem iloczynu wektorowego wersorów osi {\displaystyle z} i {\displaystyle z'} {\displaystyle e_{z}\times e_{z}'} (przyjmując go za zwrot osi węzłów). Obrót 2. będzie więc zawsze obrotem o kąt z zakresu {\displaystyle (0,\pi ).}
Poszczególne kąty Eulera {\displaystyle (\varphi ,\psi ,\theta )} parametryzują powyższe trzy obroty; definiujemy je zatem następująco:
- {\displaystyle \varphi } – kąt mierzony od osi {\displaystyle x} do osi węzłów {\displaystyle w} w kierunku wyznaczonym osią {\displaystyle z;} jest to kąt obrotu 1.
- {\displaystyle \theta } – kąt mierzony od osi {\displaystyle z} do {\displaystyle z'} w kierunku wyznaczonym osią węzłów {\displaystyle w;} jest to kąt obrotu 2.
- {\displaystyle \psi } – kąt mierzony od osi węzłów {\displaystyle w} do osi {\displaystyle x'} w kierunku wyznaczonym osią {\displaystyle z';} jest to kąt obrotu 3.

W ten sposób każdemu obrotowi układu współrzędnych w przestrzeni, nie zachowującemu zwrotu ani kierunku osi {\displaystyle z,} można wzajemnie jednoznacznie przypisać uporządkowaną trójkę kątów {\displaystyle (\varphi ,\psi ,\theta )\in [0,2\pi )\times [0,2\pi )\times (0,\pi ).}
(2) Osobnej uwagi wymaga sytuacja, gdy osie {\displaystyle z} i {\displaystyle z'} są równoległe (identyczne lub o przeciwnych zwrotach). Płaszczyzna {\displaystyle Ozz'} i linia węzłów nie są wówczas jednoznacznie określone; oś {\displaystyle z} można przekształcić na oś {\displaystyle z'} w wyniku obrotu (o kąt {\displaystyle 0} lub {\displaystyle \pi ,} zależnie od zwrotu osi {\displaystyle z'}) wokół dowolnej prostej przechodzącej przez punkt {\displaystyle O} i leżącej w płaszczyźnie {\displaystyle Oxy=Ox'y'.} Mamy zatem {\displaystyle \theta =0} lub {\displaystyle \theta =\pi ,} a ustawienie osi {\displaystyle x',} {\displaystyle y'} jest jednoznacznie wyznaczone odpowiednio przez sumę lub różnicę kątów {\displaystyle \varphi } i {\displaystyle \psi .}

## Związek z macierzą obrotu
Macierze obrotów 1., 2. i 3. mają we współrzędnych {\displaystyle (x,y,z)} postacie:
{\displaystyle A_{1}={\begin{bmatrix}1&0&0\\0&\cos \varphi &-\sin \varphi \\0&\sin \varphi &\cos \varphi \end{bmatrix}},\qquad A_{2}={\begin{bmatrix}\cos \theta &0&\sin \theta \\0&1&0\\-\sin \theta &0&\cos \theta \end{bmatrix}},\qquad A_{3}={\begin{bmatrix}\cos \psi &-\sin \psi &0\\\sin \psi &\cos \psi &0\\0&0&1\end{bmatrix}},}
toteż macierz wypadkowego obrotu prowadzącego od układu {\displaystyle Oxyz} do {\displaystyle Ox'y'z'} przedstawia się następująco:
{\displaystyle A=A_{3}A_{2}A_{1}={\begin{bmatrix}\cos \varphi \cos \psi -\sin \varphi \sin \psi \cos \theta &\sin \varphi \cos \psi +\cos \varphi \sin \psi \cos \theta &\sin \psi \sin \theta \\-\cos \varphi \sin \psi -\sin \varphi \cos \psi \cos \theta &-\sin \varphi \sin \psi +\cos \varphi \cos \psi \cos \theta &\cos \psi \sin \theta \\\sin \varphi \sin \theta &-\cos \varphi \sin \theta &\cos \theta \end{bmatrix}}.}
Jest to specjalna macierz ortogonalna, tj. macierz ortogonalna o wyznaczniku równym jedności.